# Protula intestinum
Protula intestinum är en ringmaskart som först beskrevs av Jean-Baptiste Lamarck 1818.  Protula intestinum ingår i släktet Protula och familjen Serpulidae. Inga underarter finns listade i Catalogue of Life.